# Tira tira
Tira tira è un brano musicale di Gianna Nannini, estratto come secondo singolo dall'album del 1993 X forza e X amore. Il brano è presente in una versione alternativa rispetto a quella inserita nell'album di origine. Completano il singolo Lamento, nella versione già edita, e una versione dal vivo inedita di Scandalo, già title track del precedente album.

## Tracce
1. Tira tira
2. Lamento
3. Scandalo (Live)

## Hit Parade Italia - Classifica Singoli
| Settimana | 01 | 02 | 03 |
| --------- | -- | -- | -- |
| Posizione | 8  | 6  | 8  |